# Ridley Island
Ridley Island ist eine Insel im Archipel der Südlichen Shetlandinseln. Sie liegt 3 km nördlich des False Round Point auf King George Island.
Die Insel ist US-amerikanischen und britischen Robbenfängern seit dem Jahr 1822 bekannt und der Name seither international etabliert. Der Benennungshintergrund ist nicht überliefert.